# Gutków (województwo mazowieckie)
Gutków – wieś sołecka w Polsce położona w województwie mazowieckim, w powiecie ciechanowskim, w gminie Sońsk. Leży nad Soną dopływem Wkry.
W latach 1975–1998 miejscowość administracyjnie należała do województwa ciechanowskiego.
Gutków graniczy z miejscowościami: Bądkowo, Zawady B, Łopacin, Spądoszyn, Radziwie, Nowa Wieś.